# Бауман, Шамиль
Магнус Шамиль Бауман (швед. Magnus Schamyl Bauman; 4 декабря 1893 — 28 февраля 1966) — шведский кинорежиссёр (в 1931—1957).

## Биография
Родился в Виммербю, Смоланд. Сначала изучал юриспруденцию и современные языки в Уппсальском университете. В 1917 году он начал работать над переводом текстовых строк для международных немых фильмов (на шведский язык), что он успешно делал на протяжении 1920-х годов. Таким образом, он посмотрел много различных фильмов одних из лучших режиссеров немого кино в мире, которые пробудили в нем интерес к кинопроизводству и искусству кино. В 1929-30 годах он основал кинокомпанию Europa film вместе с Густавом Шойцем, где снял несколько своих ранних фильмов в качестве режиссера. Позже он основал компанию с влиятельной киноактрисой и бизнесменом Андерсом Сандрю в 1939 году, AB Sandrew-Bauman Film, где он снял свои самые успешные фильмы, среди которых были фильмы с Сикан Карлссон, где его самым популярным и высоко оцененным критиками фильмом была комедия 1949 года Skolka skolan с Карлссоном во главе.
Как режиссер он стал специализироваться на комедийном жанре и снял несколько лучших классических шведских кинокомедий того времени.

## Избранная фильмография

### Режиссёр
- 1955 — Älskling på vågen
- 1954 — Dans på rosor
- 1952 — Klasskamrater
- 1952 — En fästman i taget
- 1951 — Puck heter jag
- 1950 — Frökens första barn
- 1950 — Min syster och jag
- 1949 — Skolka skolan
- 1947 — Maj på Malö
- 1946 — Hotell Kåkbrinken
- 1945 — Flickorna i Småland
- 1944 — Prins Gustaf
- 1942 — Vi hemslavinnor
- 1941 — Fröken Kyrkråtta
- 1941 — Magistrarna på sommarlov
- 1940 — Swing it magistern
- 1940 — Vi tre
- 1939 — Hennes lilla majestät
- 1939 — Vi två
- 1938 — Karriär
- 1937 — Häxnatten
- 1936 — Raggen - det är jag det
- 1934 — Kvinnorna kring Larsson
- 1934 — Hemliga Svensson
- 1933 — Lördagskvällar
- 1931 — Kärlek och landstorm

### Сценарист
- 1932 —Söderkåkar